# Su Miriam
Su Miriam, de son vrai nom Susanne Hollnagel (née le 17 mai 1957) est une chanteuse allemande.

## Biographie
Fille d'une chanteuse d'opéra et d'opérette, elle souhaite aussi être chanteuse. Elle fait sa première apparition publique, où  elle s'accompagne à la guitare, à l'âge de 14 ans dans le concours Song Parnass à Munich.
Ses premiers singles, Sing in der Sonne ein Lied et Frag die ganze Welt, sortent en 1973. Avec le troisième Du, du gehst vorüber, elle est invitée en novembre 1974 dans l'émission de télévision Disco sur ZDF. Le single Peter ist der Größte en 1976 est composée par Harold Faltermeyer.
Au début des années 2000, elle tente de revenir sous le nom de India Susanne Turner. En 2004, l'album On 17 Foxstreet, une musique pop avec des notes de folk et de jazz, qui rappelle de Norah Jones, est signée simplement d'India.

## Discographie

### Album
- 2004 : On 17 Foxstreet (sous le nom d'India)

### Singles
- 1973 : Sing in der Sonne ein Lied
- 1973 : Frag die ganze Welt
- 1974 : Du, du gehst vorüber
- 1976 : Peter ist der Größte

## Source de la traduction
- (de) Cet article est partiellement ou en totalité issu de l’article de Wikipédia en allemand intitulé « Su Miriam » (voir la liste des auteurs).